# Бимтал
Језеро Бимтал је језеро у граду Бимтал, у индијској држави Утараканд, са зиданом браном изграђеном 1883. године којом је створена акумулација. То је највеће језеро у регији Кумаон, познато као „језерски округ Индије“. Језеро обезбеђује снабдевање пијаћом водом и подржава аквакултуру са разним врстама риба. У средишту језера налази се острво које је развијено као туристичка атракција и има акваријум. 

## Географија
Језеро и брана се налазе на надморској висини од 1 375 м у граду Бимтал у округу Наинитал у Утараканду. Језеро има слив од 17,12 km².
Према геолозима, порекло језера приписује се великом броју раседа који су настали услед померања земљине коре. То је проузроковало блокаду копнених токова и резултирало стварањем језера. Слив језера, посебно брда, имају густ шумски покривач; тип шумске вегетације чине хир бор, храст бањац и мешовите листопадне шуме. Слив је у оквиру различитих тропских до субтропских временских услова. Падавине у сливу су врло високе, углавном се јављају током монсунског периода.
Периферни пут на обалама језера пружа јасан увид у живот риба у језеру. Језеро има стрме обале прекривене шиндром на нижим котама и грмље и траву на вишим котама. Западна страна језера је шумско подручје на којем су изграђене викендице; док се на супротној страни налазе терасаста поља. Континуални ток притоке напаја језеро са запада, а обале овог тока су интензивно насељене стамбеним комплексима, након индијске независности, који су у језеро унеле шкриљац и отпад, а овај процес се још увек наставља. На јужној обали језера налази се мали тржни центар. За малу клинику на северној обали језера на 1 525 м висине каже се да због надморске висине обезбеђује здрав ваздух, без маларије. Ту је и затворски логор који је 1902. године основан овде на северном крају језера за смештај затвореника из Бурског рата.
Удаљено је  22,5 км од окружног града Наинитала. Катгодам је најближа пруга удаљена 20 км.

## Историја
Брана је изграђена 1883. године када је регион Кумаон био под британском владавином након англо-непалског рата (1814–1816). Наинитал је тада био успостављен као њихова летња престоница.
Град и језеро су добили име по Бими, једној од Пандава епске приче о Махабхарати за коју се наводи да је посетила место.  На обалама бране налази се стари храм који је саградио Раја Бај Бахадур Чанд из краљевине Кумаон током 17. века. 

## Карактеристике
Језеро у облику слова „С“, које је највеће у региону Кумаон створено зиданом браном, има површину од 47,8 ха. Има бруто капацитет складиштења од 4,63 милиона м³ са нето складиштем од 3,54 милиона м³. Површински доток у резервоар је само 1 756 милиона м³ а дотоку доприносе и подземни извори. Резервоар је класификован као маномиктички са стратификацијом које се протеже у периоду од марта до новембра, са једном „унутрашњом циркулацијом“. Из слива стиже прилив седимента због интензивне грађевинске активности на обалама. Ово је захтевало редовно багерисање језера. Језеро које је генерално бистро, током неколико месеци добија смеђу боју као резултат засићења протозоама. Према локалном миту, боја нестаје кад језеро затражи жртву. Вода истиче кроз испуст који води до реке Голе која се користи за допуњавање токова канала Бабар. Како се вода из резервоара пушта, површина језера се смањује за 11 м са последичним смањењем величине акумулације на половину њеног првобитног простирања. Квалитет воде језера је у „ретроградној еколошкој промени“ због а) испуштања канализације, дотока седимента и притиска туриста који узрокују одлагање отпада. То је резултирало забележеним нивоом раствореног кисеоника на штетним вредностима како за потрошњу у домаћинствима, тако и за рибарство. Такође се наводи да је ниво нитрата висок - 350 мг по литру што се сматра „фазом предеутрофикације“. У кориту језера налазе се наслаге штетних материја, што је резултирало високом смртношћу риба, а такође утиче и на квалитет пијаће воде.
Како је језерска вода загађена органском материјом, она је у мезотрофном стању због испуштања канализације директно у језеро из стамбеног комплекса изграђеног око периферије језера. Сада је планирано да се изгради канализациона мрежа око периферије језера како би се захватила сва канализација из стамбених подручја и спречио њен улазак у језеро. Постројење за пречишћавање отпадних вода такође је део процеса пречишћавања отпадних вода.
Сликовито острво на средини језера има рекреативне садржаје, укључујући акваријум, а прилазе му веслачки чамци.

## Брана
Брана која је створила језеро је зидана грађевина саграђена у средишту до висине од 14,8 м. Има дужину од 150 м. Подножје бране у средишту има ширину од 11 м која се смањује на горњу ширину од 3 м. Брана је пројектована да пропусти поплавни одвод од 45 м³/с кроз прелив који је опремљен са 12 капија. Брана се налази у сеизмичкој зони 4. 

## Дивље животиње
Дивље животиње виђене око језера су јелени, фазани, и патке и гуске селице.

## Рибарство
Врсте риба које се налазе у језеру су уобичајена снежна пастрмка, катла, роху, сребрни шаран и амур. У водама језера такође су забележени обични шаран и велики шаран. У Бима Талу је основано узгајалиште риба. Неопходно је добити дозволу заменика комесара за риболов у језеру.